# Oxyethira longissima
Oxyethira longissima är en nattsländeart som beskrevs av Oliver S. Flint Jr. 1974. Oxyethira longissima ingår i släktet Oxyethira och familjen smånattsländor. Inga underarter finns listade i Catalogue of Life.